# Mosontarcsa
Mosontarcsa (németül Andau) mezőváros Ausztriában, Burgenland tartományban, a Nezsideri járásban.

## Fekvése
Mosonmagyaróvártól 17 kilométerre délnyugatra, az osztrák-magyar határ mellett fekszik. Főutcája a Mosonszentandrás (Sankt Andrä am Zicksee) és az országhatár között húzódó L206-os út, Féltoronnyal (Halbturn) az L307-es út köti össze. Az L206-os folytatása a határ magyar oldalán a 8507-es út, ezen érhető el Mosontarcsa Magyarország (Mosonmagyaróvár) felől, Jánossomorján keresztül.

## Története
Területén már a bronzkorban emberi település állt. Határában a Bachofen-dombon 1896-ban bronzkori csontvázas sírokat találtak. Haidhofon római kori érmékre, bronz és cseréptárgyakra bukkantak, melyek leletei a mosonmagyaróvári múzeumba kerültek.
A települést 1487-ben "Zantho" néven említik először, egyházát is ekkor alapították.  1529-ben és 1683-ban a török, 1605-ben Bocskai, 1620-ban Bethlen Gábor serege, 1704 és 1709 között a kurucok fosztották ki. 1594-ben, amikor a török elfoglalta Győr várát kirabolta, majd felgyújtotta a települést. A 16. században lakói evangélikusok lettek és 1764-ig ők voltak többségben. Katolikus plébániáját csak 1802-ben alapították újra. 1809-ben amikor a franciák megszállták Mosontarcsát  katonai tábort építettek itt, parancsnokuk pedig a plébánia épületében lakott. 1848-ban a pákozdi csata után Magyarországról kifelé vonuló horvátok pusztították végig a falut. 1859-ben sáskajárás pusztította el a termést. Az esős időszakokban a gyakori áradások okoztak hatalmas károkat a gazdálkodóknak. Az áradások megfékezésére először 1896 és 1898 között építettek vízelvezető csatornákat és ezzel további területeket vontak be a művelésbe. 1880-ban Albrecht főherceg volt a kegyura.
Vályi András szerint " TARCSA. Andau. Német falu Mosony Várm. a’ Magy. Óvári Uradalomhoz tartozandó, lakosai katolikusok, fekszik a’ Hanság’ szélén, d. M. Óvártól 3 1/2, Nizsidertől pedig 5 órányira; határja egyenes, és sík, fekete homokos földgye közönségesen búzát, és rozsot, de tavaszit is terem, legelője, és réttye a’ Hanságban van; vannak határjában tavai, mellyekben nád, és gyékény szövéshez alkalmatos káka szokott teremni; piatza Nizsideren, és Magy. Óváron, nevezetesen pedig szénájokat Bétsben szokták eladni."
Fényes Elek szerint " Tarcsa, Andau, német falu, Moson vmegyében, a Hanság mellett, 1037 kath. lak. s paroch. szentegyházzal. Van 71 6/ egész telke, 54 telkes gazdája, 200 hold második, 1156 6/ hold harmadik, 208 4/ h. negyedik osztálybeli szántóföldje 634 4/ embervágó rétje. Szénából, szekerezésből sok pénzt bevesznek lakosai. F. u. Károly főherczeg örök. Ut. p. Moson."
Mosontarcsának 1910-ben 2397, többségben német lakosa volt, jelentős magyar kisebbséggel. A trianoni békeszerződésig Moson vármegye Magyaróvári járásához tartozott. 1921-ben Ausztria Burgenland tartományának része lett. A két háború között elsősorban a cukorrépa termesztés hozott jólétet.
A második világháborút követően a háborús pusztítások után újabb próbatételt jelentettek a településnek az 1956-os magyar forradalom következményei. A magyar népnek a sztálinista rezsim elleni felkelését orosz tankok fojtották vérbe. Ennek nyomán 1956 novemberében százezrek indultak meg, hogy az akkor még őrizetlen  határon át Ausztriába jussanak. Ekkor vált legendássá a mosontarcsai híd, egy a Hansági-főcsatornán átívelő 7 méter hosszú és 2 méter széles fából készült híd, melyen át a menekülők nagy része távozott az országból. A hidat a szovjetek kétszer is felrobbantották, így a mai már csak emlék, de a hozzá vezető út mentén az erőszak, a kirekesztés és a gyűlölet ellen szóló szobor-alkotások kerültek kiállításra az osztrák oldalon.
2014-ben Ausztria legnagyobb szélerőmű parkjával rendelkezett. A 79 szélerőműve 115.000 burgenlandi háztartás ellátást szolgálja.

## Nevezetességei

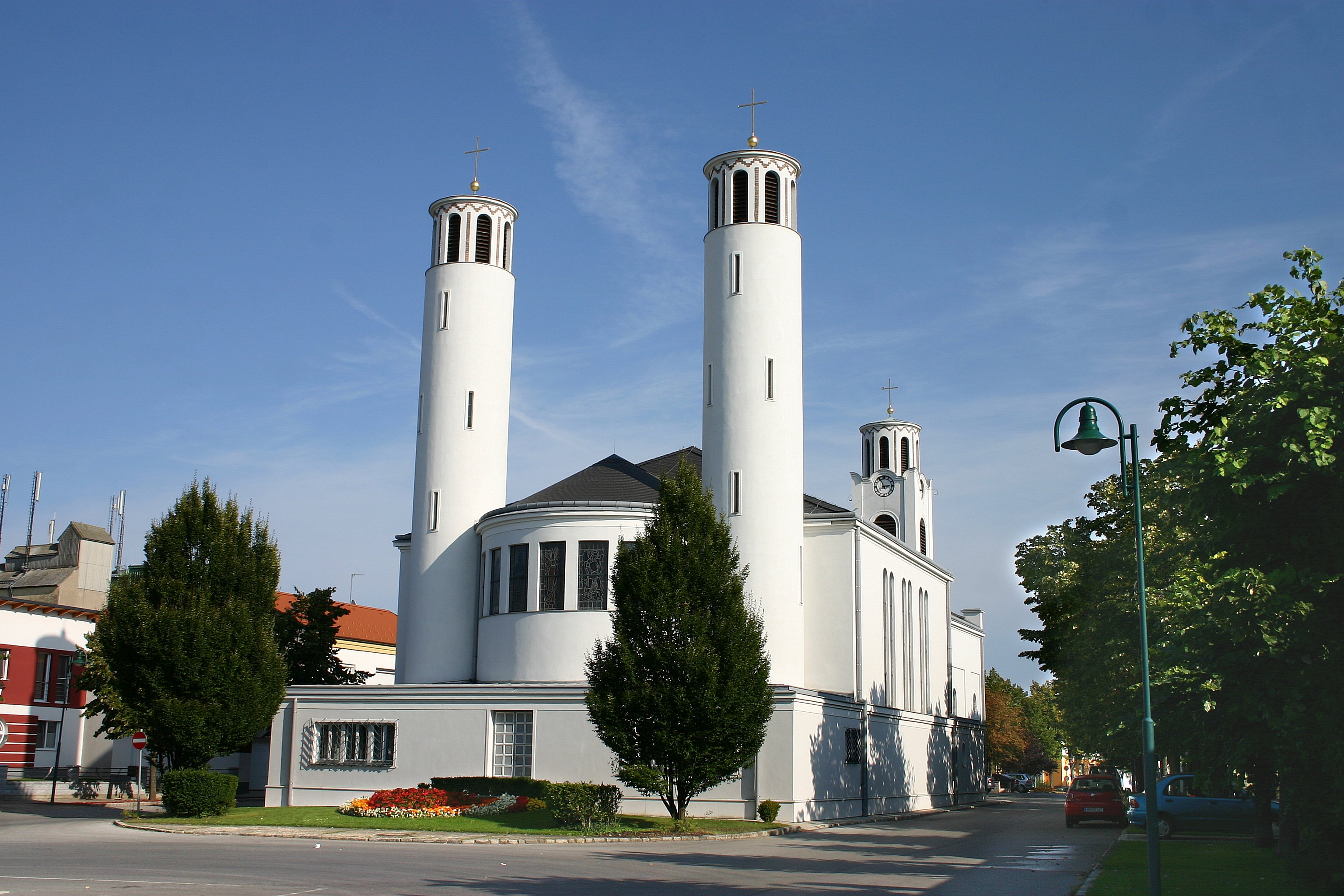
Szent Miklós római katolikus plébániatemplom

- Szent Miklósnak szentelt római katolikus temploma 1747-ben épült kápolnaként, 1830 körül klasszicista stílusban átalakították, majd 1931-ben jelentősen bővítették. Ekkor új hajót, szentélyt, altemplomot és két új tornyot is kapott. Az maga idejében Burgenland legmodernebb temploma volt. A templom előtti kőkeresztet 1825-ben állították. [halott link]
- Határában áll az 1956-ban eltávozott 200 000 magyar emlékoszlopa, melyet amerikai magyarok állítottak 1966-ban a falu melletti csatornán átvezető rozzant fahídon eltávozottak emlékére. 1991-ben a fahidat teljesen felújították. [halott link]

## Képgaléria

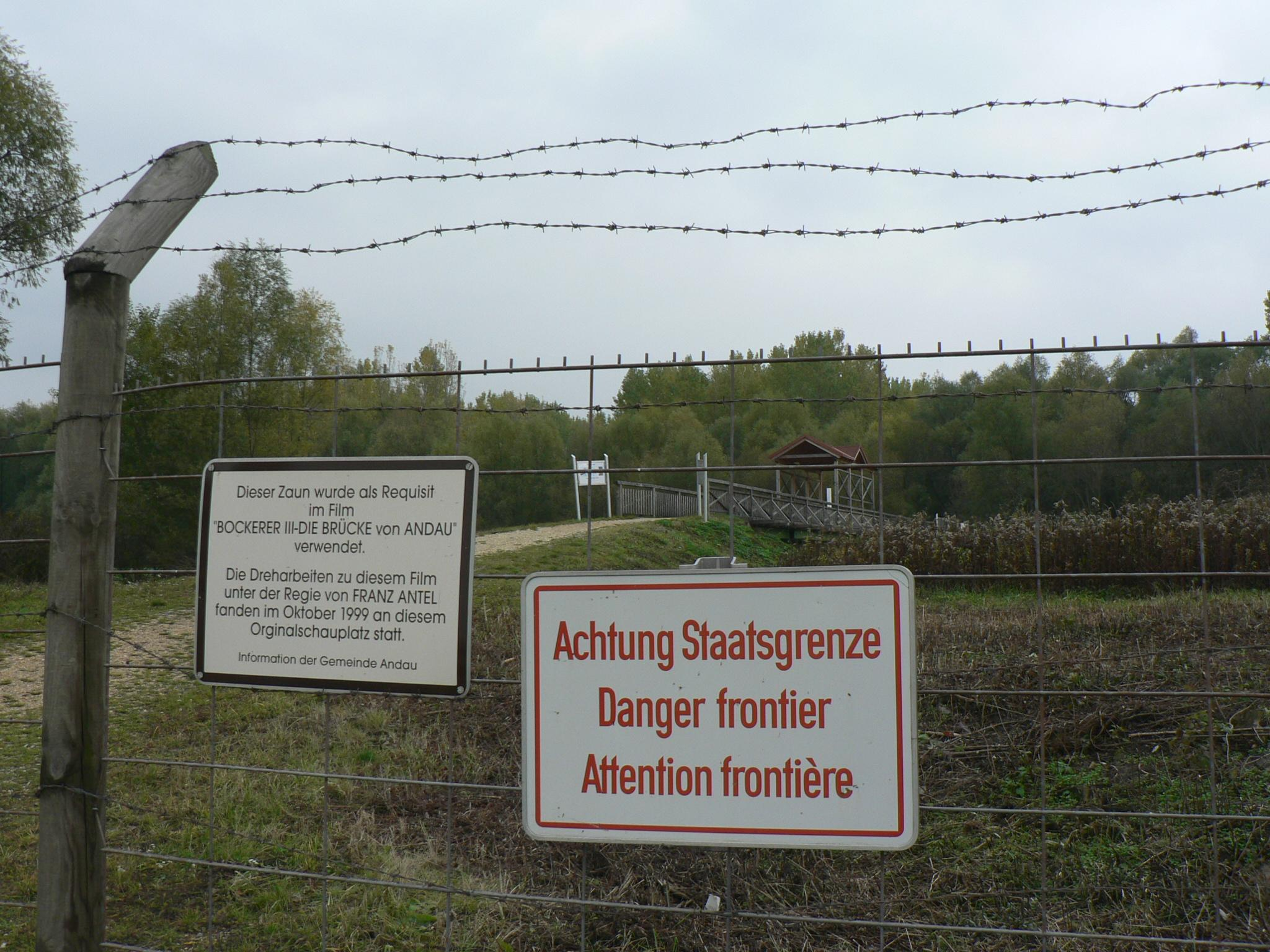
A mosontarcsai híd ma (előtérben Franz Antel: Der Bockerer III – Die Brücke von Andau című filmjének kellékei)
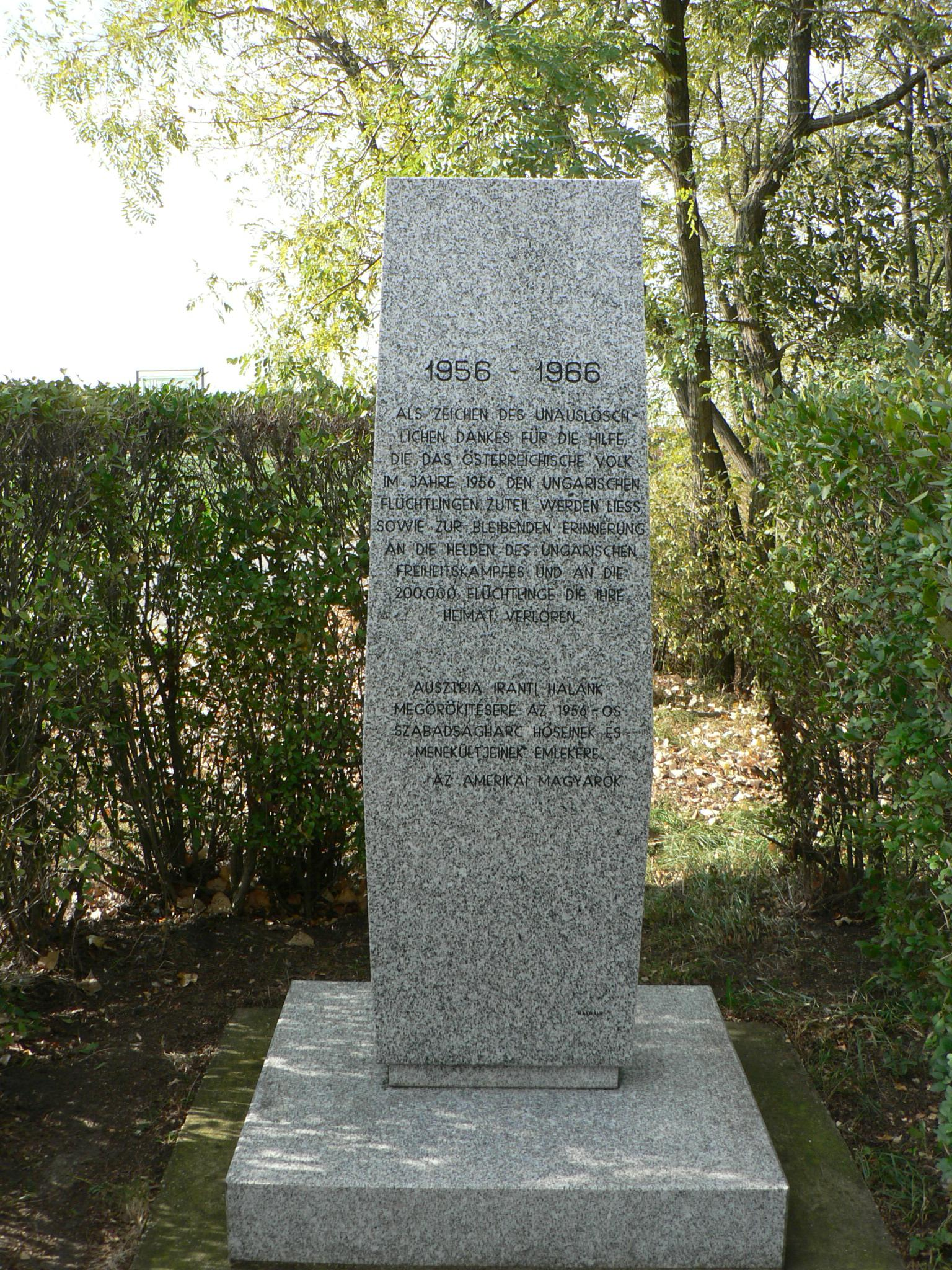
A 200 000 menekült emlékoszlopa - '56 tizedik évfordulójára
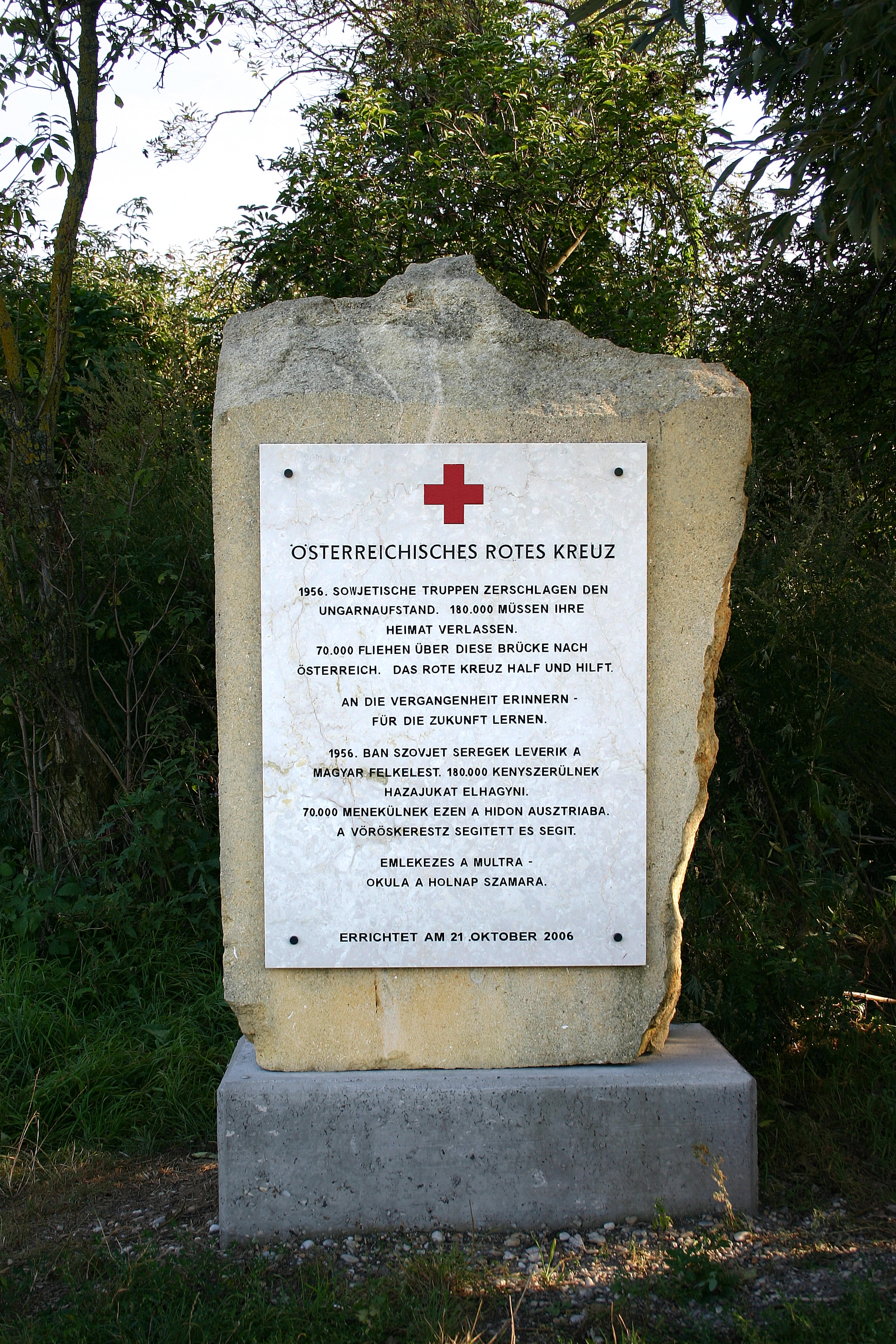
2006-ban felállított 1956-os emlékmű az andaui hídnál
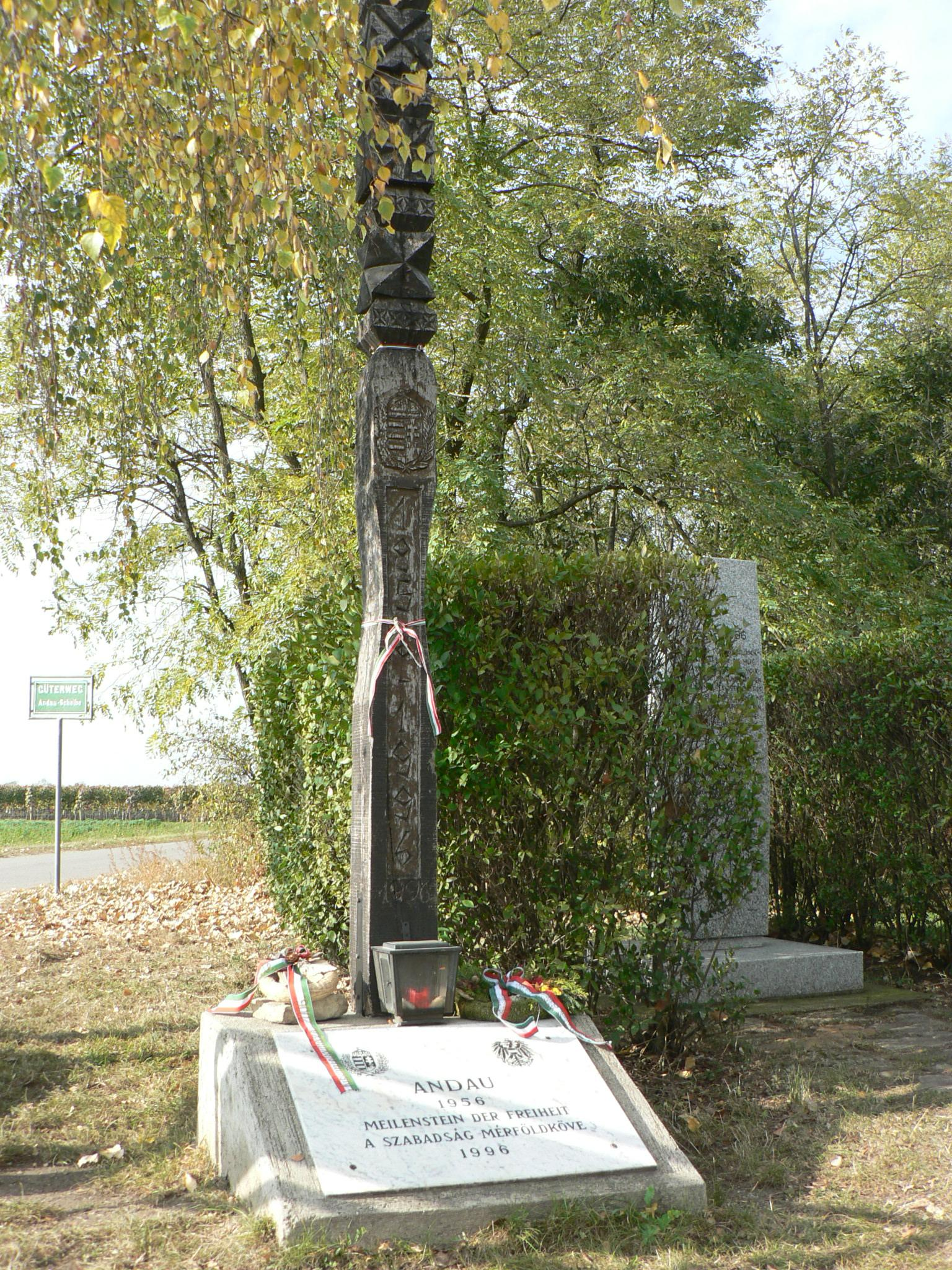
Mosontarcsa - a szabadság mérföldköve. Kopjafa '56 negyvenedik évfordulójára
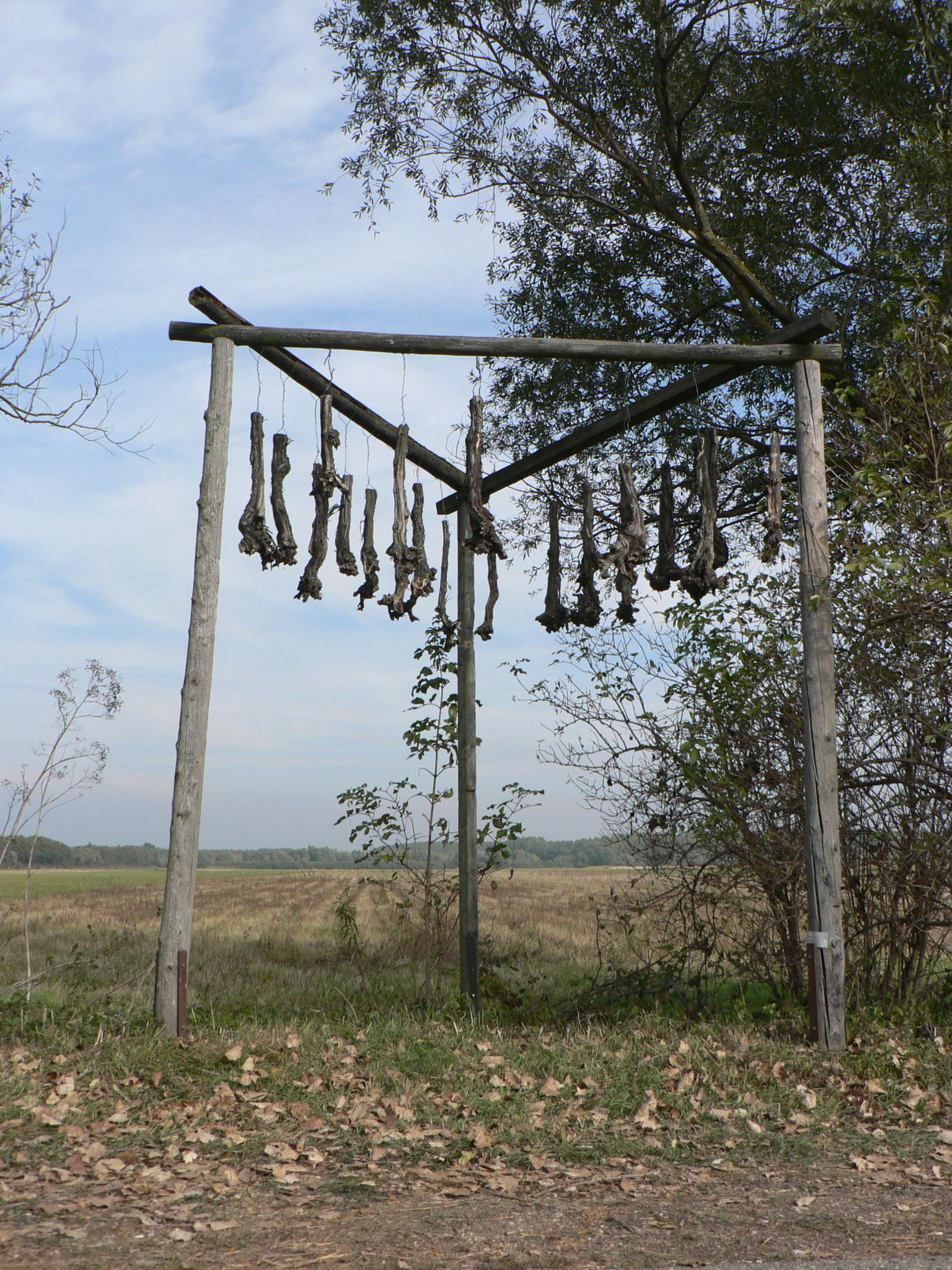
A menekülést dokumentáló alkotások a mosontarcsai úton (1)
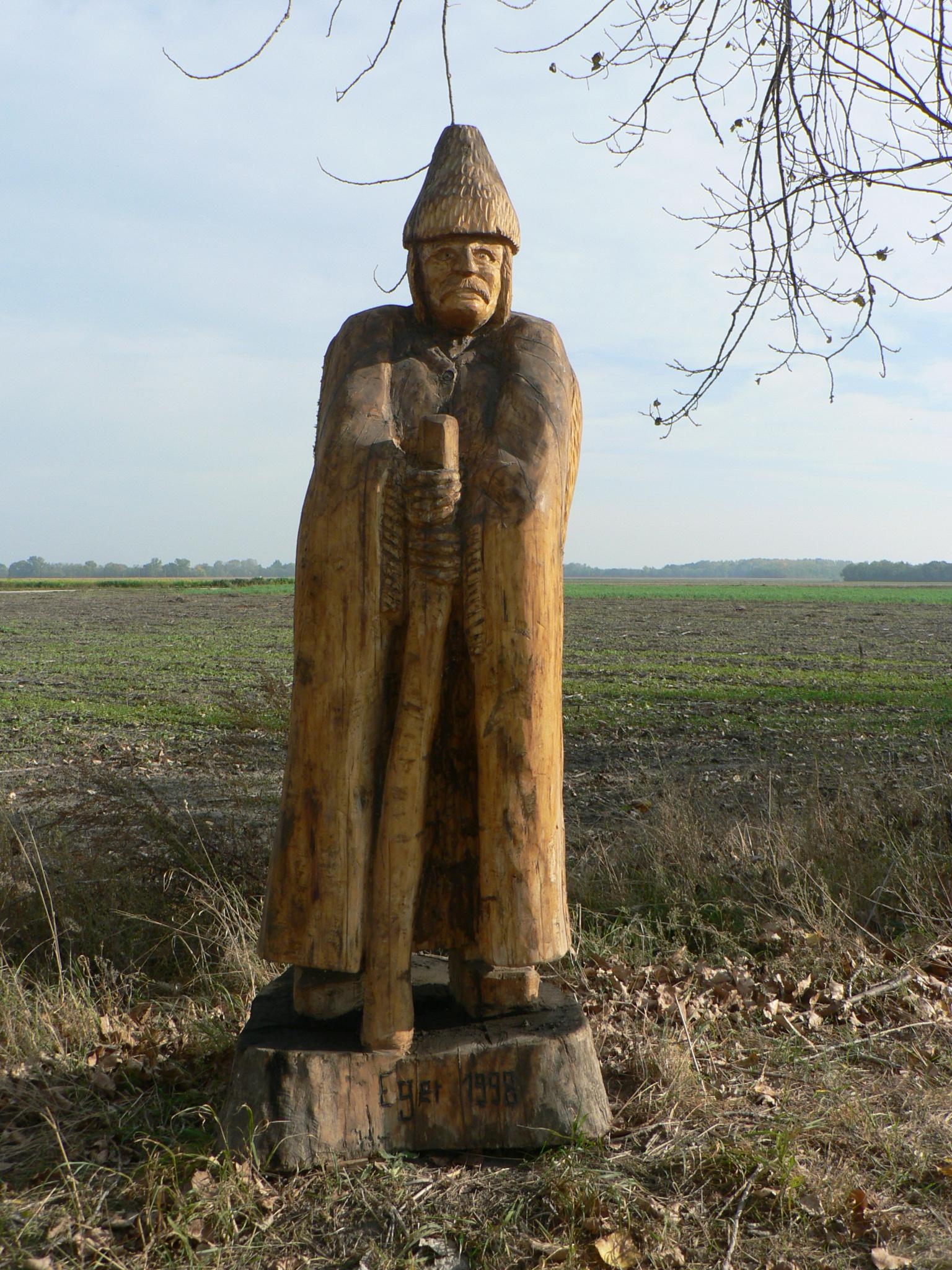
A menekülést dokumentáló alkotások a mosontarcsai úton (2)